# Mario Tamini
Mario Tamini (Gravellona Toce, 13 settembre 1941) è un politico italiano, eletto nella VI e VII legislatura alla Camera dei deputati nel gruppo del Partito Comunista Italiano.